# 尖苞孩儿草
尖苞孩儿草（学名：Rungia pungens）是爵床科孩儿草属的植物，为中国的特有植物。分布于中国大陆的广西等地，生长于海拔900米至970米的地区，多生于石灰岩山、村边及林下，目前尚未由人工引种栽培。